# Roche Brunner
Roche Brunner est un joueur international autrichien de rink hockey né en 1995. Il évolue, en 2015, au sein du RHC Dornbirn (it).

## Palmarès
En 2015, il participe au championnat du monde de rink hockey en France.